# ريتشارد ديكسون
ريتشارد ديكسون (بالإسبانية: Richard Dixon) (28 مارس 1982 ببنما في بنما - ) هو لاعب كرة قدم بنمي في مركز الدفاع. شارك مع منتخب بنما لكرة القدم. أما مع النوادي، فقد لعب مع Club Deportivo Universitario ‏ وسبورتينغ سان ميغيليتو.

## وصلات خارجية
- ريتشارد ديكسون على موقع الاتحاد الدولي (مؤرشف)  (الإنجليزية)
- ريتشارد ديكسون على موقع قاعدة بيانات كرة القدم.إي يو (الإنجليزية)
- ريتشارد ديكسون على موقع ناشيونال فوتبول تيمز (الإنجليزية)
- ريتشارد ديكسون على موقع Soccerway.com (الإنجليزية)